# Axel Dahlströms torg

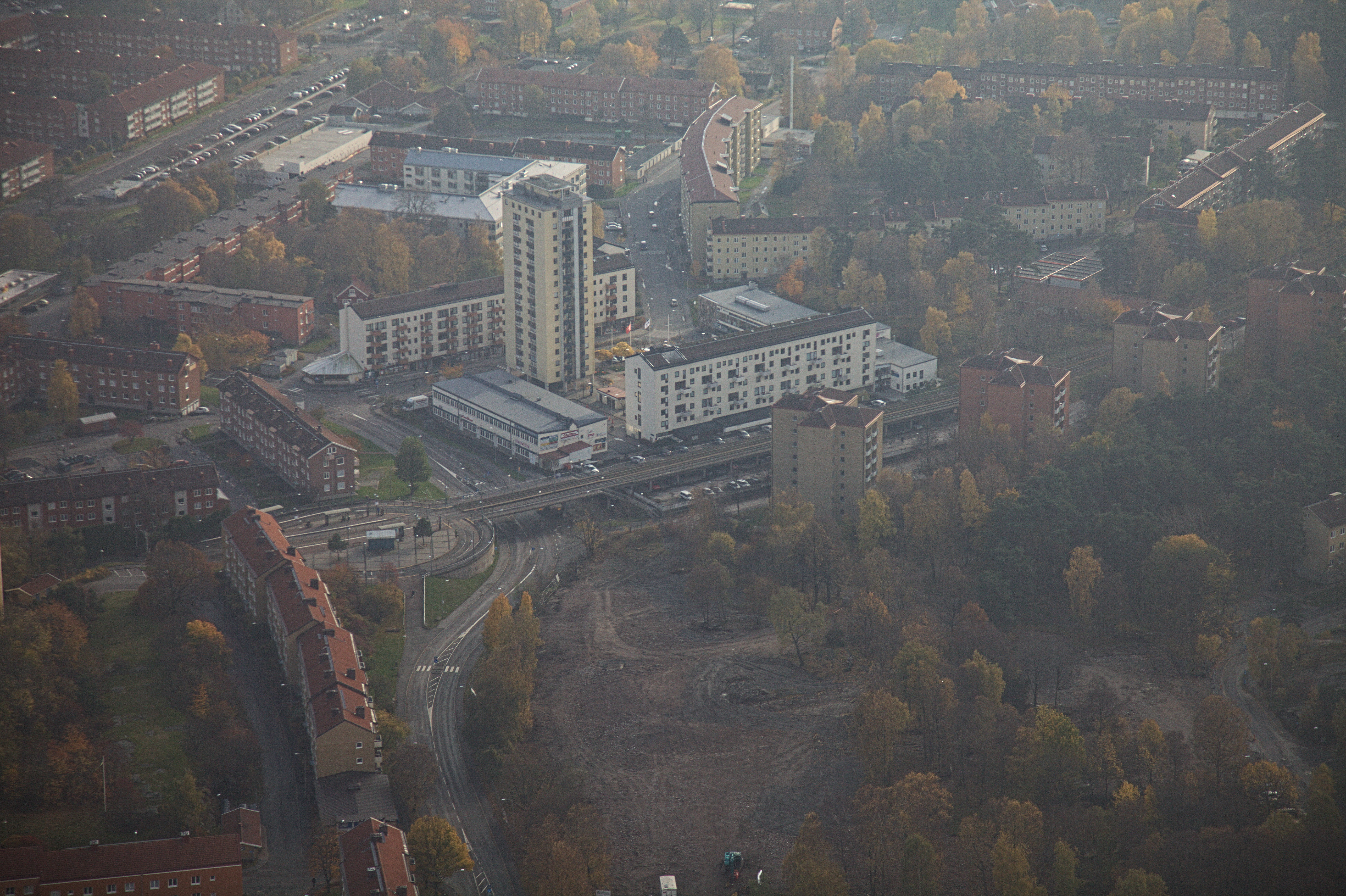
Helikopterbild över torget sett från nordväst.

Axel Dahlströms Torg ligger i stadsdelen Högsbo i södra Göteborg. Torget utmärker sig med ett höghus på 16 våningar som stod klart 1956, samt ett väggkonstverk på medborgarhuset i form av en marmorintarsia av Endre Nemes.

## Historik
Torget byggdes 1953–1955 och fick sitt namn 1950 efter Axel Dahlström, ledamot i Göteborgs stadsfullmäktige från 1915 och stadsfullmäktiges andre vice ordförande i Göteborg 1927–1946. Den tidstypiska bebyggelsen runt torget är ritad av arkitekterna Sven Brolid och Jan Wallinder. Torget planerades som ett stadsdelscentrum, ett så kallat "C-torg", vilket skulle utgöra ett socialt, kulturellt och kommersiellt centrum för ett befolkningsunderlag på cirka 9 000 personer.
Väggkonstverket består av ett sextiotal marmorsorter och invigdes i april 1955. Det hade då tagit stenarbetarna 7 500 timmar att utföra. Måtten är 9,30 x 8,40 meter.
På torget står verket "Ur väggen" av Yvonne T. Larsson, som invigdes våren 2009. Dess geometriska vinklar kopplar till, och är inspirerade av Endre Nemes vägg.

## Övrigt
Axel Dahlströms Torg förvaltas av Göteborgslokaler.